# La Clé de bronze
 (avril 2020).
Si vous disposez d'ouvrages ou d'articles de référence ou si vous connaissez des sites web de qualité traitant du thème abordé ici, merci de compléter l'article en donnant les références utiles à sa vérifiabilité et en les liant à la section « Notes et références ».
La Clé de bronze ou De bronzen sleutel  en néerlandais est le quinzième album de bande dessinée de la série Bob et Bobette. Il porte le numéro 116 de la série actuelle.
Il est écrit et dessiné par Willy Vandersteen . Il a été publié dans le magazine de bandes dessinées Tintin du 2 mars 1950 au 2 mai 1951.
La première sortie en album, à l'époque dans la série bleue , était en 1952. La clé de bronze était en fait la deuxième histoire de cette série, mais a obtenu le numéro 1 puisque l'histoire de la série bleue précédente ( Le fantôme espagnol ) était numérotée 0.

## Synopsis
Bob, Bobette et Lambique avec l'aide de Prosper et du Masque Rouge sont confrontés à une bande qui a l'intention de voler la clé de la ville de Mocano. Lorsqu'ils s'en emparent, ils l'utilisent pour pénétrer dans une grotte maritime dans laquelle vit un monstre gigantesque, pouvant mettre fin à la vie paisible que vivaient les habitants de Mocano.

## Personnages principaux
- Bobette
- Bob
- Lambique

## Personnages secondaires
- Prosper
- Le Masque Rouge alias le Prince René III[3]
- Rongoir

## Lieux
- Manton[4]
- Cap Saint-Martin[5]
- Mocano[2] et le palais princier[6]
- Un jardin tropical[7]
- Le musée océanographique[8]
- Une grotte au portail de la Clé de Bronze sous Mocano

## Autour de l'album
- Il s'agit du deuxième récit publié dans Tintin, toujours sous l'influence de Hergé. Les planches sont parues du n° 9 du 02-03-1950 (début) au n° 18 du 02-05-1951 (fin). Il ne sera pourtant pas dans les premiers à être publiés en album.
- Vandersteen était également un plongeur averti en haute mer.

## Éditions
- De bronzen sleutel, Standaart, 1952 : Édition originale en néerlandais
- La Clef de bronze, Le Lombard, 1957 : Première édition française comme numéro 6 de la série "bleu" en bichromie.
- La Clé de bronze, Erasme, 1972 : Réédition comme numéro 116 de la série actuelle en couleur.
- La Clef de bronze, Erasme, 1983 : Réédition de l'album bleu comme numéro 4 de la série "Mr. Lambique, Bob et Bobette" en bichromie.
- La Clef de bronze, Standaard, 1994 : Réédition de l'album bleu comme numéro 2 dans la collection "Classique bleue" avec une nouvelle mise en couleur.